# Frans Vera

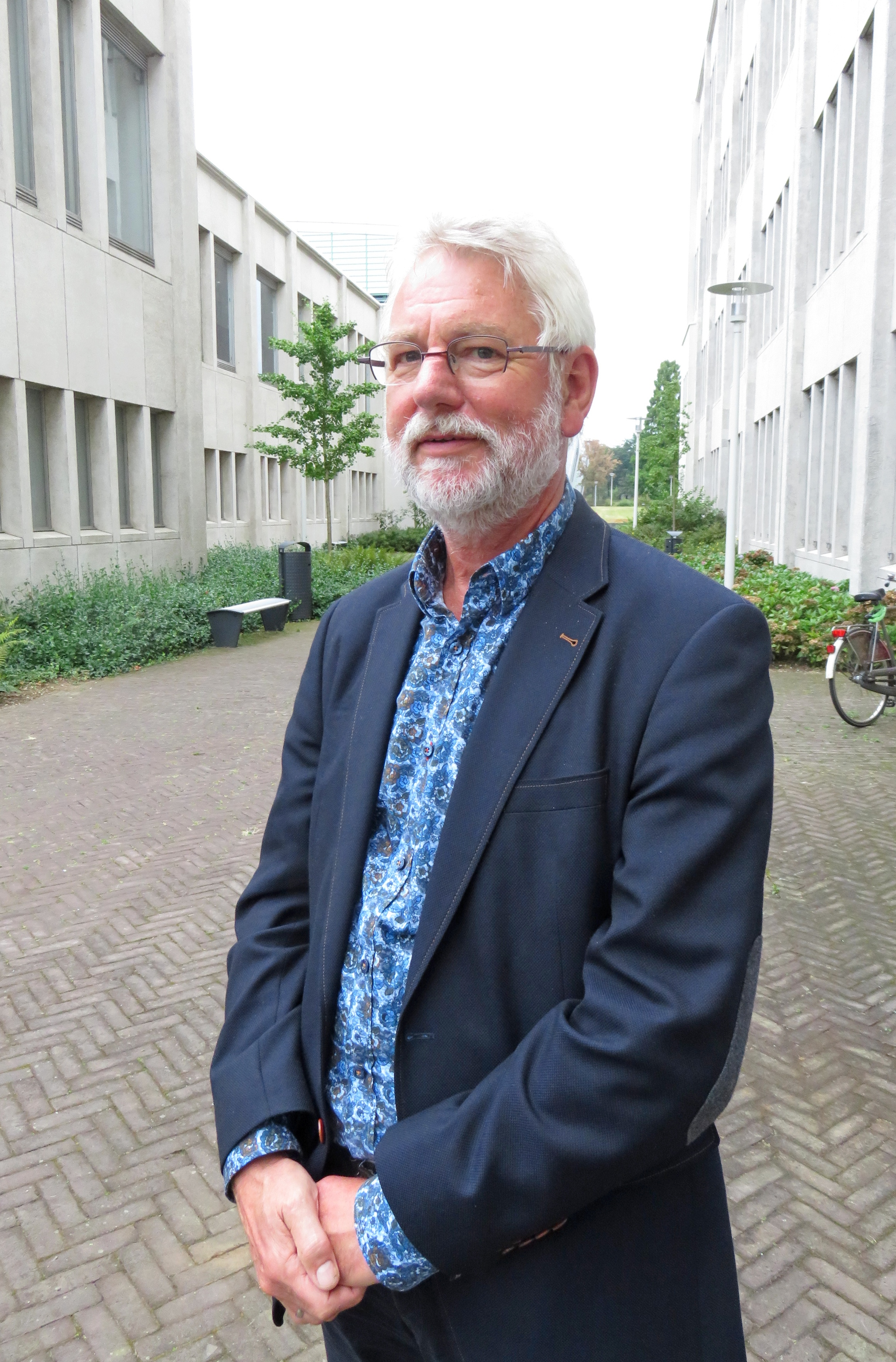
Frans Vera, september 2016

Franciscus Wilhelmus Maria (Frans) Vera (Amsterdam, 4 juni 1949) is een Nederlands bioloog en natuurbeschermer.

## Biografie
Frans Vera werd al op jeugdige leeftijd gegrepen door boeken van A.B. Wigman (1891–1972), zoals De Hoge Veluwe (1954) en Jan P. Strijbos (1891–1983). Ook zijn onderwijzer op de lagere school stimuleerde zijn belangstelling voor de levende natuur. Op de middelbare school kwam hij in contact met Paul Opdam (1949), waarmee hij zocht naar de weinige horsten van de havik die in die tijd op de Utrechtse Heuvelrug te vinden waren. Hij kwam in contact met M. Bijleveld, die in die tijd de 'Operatie Havik' op touw zette, en met H.J. Slijper, de valkenier en kunstschilder.
Van 1970 tot 1978 studeerde Vera biologie aan de  VU in Amsterdam. Hier onderging hij de invloed van prof. L. Vlijm, dierecoloog.
In 1979 werd Vera benoemd tot medewerker 'waardevolle agrarische cultuurlandschappen' bij de Inspectie Natuurbehoud van Staatsbosbeheer. Later werd hij medewerker 'natuurontwikkeling, grote eenheden natuurgebieden en grote wateren' op het Ministerie van Landbouw, Natuurbeheer en Visserij.
Vera was ook werkzaam bij de Landbouwuniversiteit Wageningen (tegenwoordig WUR) en de Stichting Natuurlijke Processen.

## Oostvaardersplassen
Een van de natuurontwikkelingsprojecten, waar Vera bij betrokken is geweest, was de ontwikkeling van de Oostvaardersplassen in Zuidelijk Flevoland.
Zuidelijk Flevoland werd in 1967 ingepolderd. Aanvankelijk was een deel van de polder bestemd voor industriële ontwikkeling, maar toen de polder er eenmaal was, was de behoefte aan grond voor industrie afgenomen. Langs de Oostvaardersdijk bleef een gebied van duizenden hectaren onontgonnen. Dat gebied ontwikkelde zich in korte tijd tot een terrein met grote natuurlijke rijkdom en grote potenties.  Al op 6 september 1973 had prof. ir. H.J. van Duin, hoofd van de Wetenschappelijke Afdeling van de Rijksdienst voor de IJsselmeerpolders (R.IJ.P.), in een interview aandacht gevraagd voor het gebied dat toen nog “het Knarreservaat” werd genoemd. Enkele jaren later, in 1979 schreef drs. E.P.R. Poorter, bioloog bij de R.IJ.P. in De Lepelaar, het orgaan van de Nederlandse Vereniging tot Bescherming van Vogels, over de Oostvaardersplassen. Dat artikel van Poorter zette Vera aan tot actie. Hij schreef een artikel voor het tijdschrift Natuur en Milieu om de aandacht te vestigen op het feit dat het gebied geen enkele beschermde status had. Toen Vera kort daarna in dienst kwam bij Staatsbosbeheer, kon hij zich ook ambtelijk inspannen voor bescherming van het gebied.
Korte tijd later werd op grond van protesten van de Stichting Natuur & Milieu, Vogelbescherming, en de actiegroep 'Redt de Oostvaardersplassen' het tracé van de spoorlijn tussen Almere en Lelystad verschoven, waardoor het natuurgebied niet werd doorsneden.
In 1986 werd ruim 5.700 ha onder de Natuurbeschermingswet gebracht: een gebied van ongeveer 10 km lang en 6 km breed. In dat gebied kon de natuur zijn gang gaan. De grauwe ganzen, die vanaf 1970 in de Oostvaardersplassen gingen broeden, en er vooral in grote aantallen in het voorjaar gingen ruien (in 1987 werden er meer dan 30.000 ruiende grauwe ganzen geteld), voorkwamen dat het moeras dichtgroeide.
Maar om de hoger gelegen delen van het nieuwe natuurgebied open te houden moest er meer gebeuren. Daarvoor moesten grote plantenetende zoogdieren gaan zorgen. “Grote grazers” zoals heckrunderen, wilde paarden, koniks, en edelherten moesten in de visie van Vera worden ingezet om in de Oostvaardersplassen de natuurlijke dynamiek in stand te houden.

## Betekenis
Vera was een van degenen die in de jaren 80 aan de wieg hebben gestaan van een nieuwe aanpak van de Nederlandse natuurbescherming. Hij streefde naar gevarieerde maar vooral meer 'natuurlijker' natuur, waarin bepaalde natuurlijke processen meer ruimte kregen, zoals het overstromen van uiterwaarden. Hij was medeauteur van de nota 'Natuurontwikkeling' van het Ministerie van LNV en een van de opstellers van het Plan Ooievaar, dat model stond voor natuurontwikkeling conform de natuurontwikkelingsvisie. De ecologische hoofdstructuur van Nederland is mede door Vera bedacht.
Hoewel zijn theorie over grote grazers in het oorspronkelijke Nederlandse landschap omstreden is, heeft hij veel invloed gehad. Zijn sleutelwerk is het proefschrift ‘Metaforen voor de Wildernis’ uit 1997, waarvan in 2000 een aangepaste Engelse versie verscheen met als titel 'Grazing Ecology and Forest History'.
Op 7 september 2010 hield Vera onder de titel "Is natuur een constructie?" de tweede HJ Schoo-lezing van de redactie van Elsevier Weekblad, ook verschenen als boek ISBN 978-90-6882-527-5.

## Onderscheiding
- Op 29 september 1990 ontving Vera de “Gouden Lepelaar” van Vogelbescherming Nederland, vanwege zijn belangrijke bijdrage aan de bescherming van vogels.

- Bibsys: 38814
- Bibliothèque nationale de France: cb13609901m (data)
- Gemeinsame Normdatei: 173134947
- International Standard Name Identifier: 0000 0001 1611 246X
- Library of Congress Control Number: n80094581
- Nationale Bibliotheek van Israël: 987007331167905171
- Nederlandse Thesaurus van Auteursnamen: 07136398X
- Réseau des bibliothèques de Suisse occidentale: 02-A009116930
- Système universitaire de documentation: 153130164
- Virtual International Authority File: 27240549
- WorldCat: E39PBJcC4B7Yv4RhJMKTTdbTpP